# Roeselia albomarginata
Roeselia albomarginata är en fjärilsart som beskrevs av Barend J. Lempke 1960. Roeselia albomarginata ingår i släktet Roeselia och familjen trågspinnare. Inga underarter finns listade.